# Seznam dílů seriálu Vražedné pobřeží
Toto je seznam dílů seriálu Vražedné pobřeží. V Česku jej premiérově vysílala TV Nova. Uvedená data premiér v Česku odpovídají kanadskému číslování dílů, v Česku však byly díly vysílány v odlišném pořadí.

## Přehled řad
| Řada | Díly | Premiéra v USA | Premiéra v USA | Premiéra v ČR     | Premiéra v ČR     |
| Řada | Díly | První díl      | Poslední díl   | První díl         | Poslední díl      |
| ---- | ---- | -------------- | -------------- | ----------------- | ----------------- |
| 1    | 9    | 8. dubna 1991  | 3. června 1991 | 7. prosince 1994  | 21. prosince 1994 |
| 2    | 21   | 9. září 1991   | 1. června 1992 | 22. prosince 1994 | 26. ledna 1995    |
| 3    | 36   | 14. září 1992  | 18. října 1993 | 30. ledna 1995    | 3. dubna 1995     |

## Seznam dílů

### První řada (1991)
| Č. v seriálu | Č. v řadě | Původní název    | Český název        | Režie             | Scénář              | Premiéra v USA  | Premiéra v ČR     |
| ------------ | --------- | ---------------- | ------------------ | ----------------- | ------------------- | --------------- | ----------------- |
| 1            | 1         | Hard Case        | Těžký případ       | Tibor Takacs      | Angel Flores Marini | 8. dubna 1991   | 7. prosince 1994  |
| 2            | 2         | Fowl Play        | Zásnubní tanec     | Mario Azzopardi   | R. Scott Gemmill    | 15. dubna 1991  | 8. prosince 1994  |
| 3            | 3         | Death's a Beach  | Smrtící pláž       | Gerard Ciccoritti | Sam Egan            | 22. dubna 1991  | 12. prosince 1994 |
| 4            | 4         | Family Affair    | Rodinná záležitost | Mario Azzopardi   | R. Scott Gemmill    | 29. dubna 1991  | 13. prosince 1994 |
| 5            | 5         | Roll of the Dice | Hazardní hra       | Timothy Bond      | Tony DiFranco       | 6. května 1991  | 14. prosince 1994 |
| 6            | 6         | Double Time      | Dvojaká hra        | Mario Azzopardi   | Jeremy Hole         | 13. května 1991 | 15. prosince 1994 |
| 7            | 7         | Forget Me Not    | Nezapomeň na mne   | Mario Azzopardi   | Peter Mohan         | 20. května 1991 | 19. prosince 1994 |
| 8            | 8         | For a Song       | Podraz             | Timothy Bond      | Tim Burns           | 27. května 1991 | 20. prosince 1994 |
| 9            | 9         | Marissa          | Marissa            | Mario Azzopardi   | Andy Heller         | 3. června 1991  | 21. prosince 1994 |

### Druhá řada (1991–1992)
| Č. v seriálu | Č. v řadě | Původní název           | Český název           | Režie            | Scénář                                | Premiéra v USA     | Premiéra v ČR     |
| ------------ | --------- | ----------------------- | --------------------- | ---------------- | ------------------------------------- | ------------------ | ----------------- |
| 10           | 1         | The Mariah Connection   | Key Marienská spojka  | Mario Azzopardi  | R. Scott Gemmill                      | 9. září 1991       | 22. prosince 1994 |
| 11           | 2         | Mafia Mistress          | Mafiánská milenka     | Mario Azzopardi  | Jim Henshaw                           | 16. září 1991      | 26. prosince 1994 |
| 12           | 3         | A Perfect .38           | Královna              | Randy Bradshaw   | Jim Henshaw                           | 23. září 1991      | 27. prosince 1994 |
| 13           | 4         | Dead Men Tell           | Mrtvý žaluje          | Timothy Bond     | Tony DiFranco                         | 30. září 1991      | 28. prosince 1994 |
| 14           | 5         | Big Brother is Watching | Kasař                 | Mario Azzopardi  | Andy Heller                           | 7. října 1991      | 29. prosince 1994 |
| 15           | 6         | This Year's Model       | Letošní model         | Jerry Ciccoritti | Peter Mohan                           | 14. října 1991     | 2. ledna 1995     |
| 16           | 7         | Writer Wrong            | Skutečná vražda       | Randy Bradshaw   | Rob Stewart a Jim Gordon              | 21. října 1991     | 3. ledna 1995     |
| 17           | 8         | Runaway                 | Odpadlík              | Mario Azzopardi  | Peter Mohan                           | 28. října 1991     | 4. ledna 1995     |
| 18           | 9         | Sex, Lies and Lullabies | Sex, lži a ukolébavka | Tibor Takacs     | Andy Heller                           | 4. listopadu 1991  | 5. ledna 1995     |
| 19           | 10        | She                     | Osudová láska         | Mario Azzopardi  | John Kent Harrison                    | 11. listopadu 1991 | 9. ledna 1995     |
| 20           | 11        | Tara, Tara, Tara        | Tara, Tara, Tara      | Tibor Takacs     | námět: Tim Dunphy scénář: Andy Heller | 18. listopadu 1991 | 10. ledna 1995    |
| 21           | 12        | Abandoned               | Matka a dcera         | Jerry Ciccoritti | Angel Flores Marini                   | 25. listopadu 1991 | 11. ledna 1995    |
| 22           | 13        | Deceit                  | Zrada                 | Mario Azzopardi  | Peter Mohan                           | 24. února 1992     | 12. ledna 1995    |
| 23           | 14        | Party Girl              | Dívka z párty         | Michael Robinson | Harel Goldstein                       | 13. dubna 1992     | 16. ledna 1995    |
| 24           | 15        | Double Fault            | Dvojchyba             | Sam Firstenberg  | Andy Heller                           | 20. dubna 1992     | 17. ledna 1995    |
| 25           | 16        | Alive and Kicking       | To není ona           | Jorge Montesi    | Rob Stewart a Jim Gordon              | 27. dubna 1992     | 18. ledna 1995    |
| 26           | 17        | Tattooed Lady           | Tetovaná dáma         | Jorge Montesi    | Andy Heller                           | 4. května 1992     | 19. ledna 1995    |
| 27           | 18        | Users                   | Překupníci            | Jorge Montesi    | Harel Goldstein                       | 11. května 1992    | 23. ledna 1995    |
| 28           | 19        | Frame Up                | Křivé obvinění        | Sam Firstenberg  | R. Scott Gemmill                      | 18. května 1992    | 24. ledna 1995    |
| 29           | 20        | Going to the Dogs       | Sejdeme se v Dogs     | Sam Firstenberg  | Peter Mohan                           | 25. května 1992    | 25. ledna 1995    |
| 30           | 21        | Dial 9 for Murder       | Vražda na čísle devět | Clay Borris      | Harel Goldstein                       | 1. června 1992     | 26. ledna 1995    |

### Třetí řada (1992–1993)
| Č. v seriálu | Č. v řadě | Původní název                       | Český název                 | Režie                             | Scénář                   | Premiéra v USA     | Premiéra v ČR   |
| ------------ | --------- | ----------------------------------- | --------------------------- | --------------------------------- | ------------------------ | ------------------ | --------------- |
| 31           | 1         | Twice as Dead                       | Dvakrát mrtvý               | Clay Borris                       | Peter Mohan              | 14. září 1992      | 30. ledna 1995  |
| 32           | 2         | Deadly Switch: Part 1               | Smrtelná záměna             | Sam Firstenberg                   | Dan Horowitz             | 28. září 1992      | 31. ledna 1995  |
| 33           | 3         | Deadly Switch: Part 2               | Cizí tvář                   | Sam Firstenberg                   | Vince Gritanni           | 5. října 1992      | 1. února 1995   |
| 34           | 4         | Over My Dead Body                   | Jen přes mou mrtvolu        | Sam Firstenberg a Harel Goldstein | Peter Mohan              | 12. října 1992     | 2. února 1995   |
| 35           | 5         | White Hot                           | Rozžhavený do běla          | Clay Borris                       | Ken Gord                 | 26. října 1992     | 6. února 1995   |
| 36           | 6         | Stranger in Paradise                | Vetřelec v ráji             | Allan Eastman                     | Sherman Snukel           | 9. listopadu 1992  | 7. února 1995   |
| 37           | 7         | The Pro & the Con                   | Profík a zločinec           | Allan Eastman                     | Harel Goldstein          | 16. listopadu 1992 | 8. února 1995   |
| 38           | 8         | Don't Say Nothin' Bad About My Baby | Neříkejte o ní nic špatného | Rob Stewart                       | R. Scott Gemmill         | 23. listopadu 1992 | 9. února 1995   |
| 39           | 9         | Ocean Park                          | Mořský park                 | Clay Borris                       | R. Scott Gemmill         | 30. listopadu 1992 | 13. února 1995  |
| 40           | 10        | Jack of Diamonds                    | Diamantový Jack             | Jorge Montesi                     | Rob Stewart a Jim Gordon | 7. prosince 1992   | 14. února 1995  |
| 41           | 11        | His Pal Joey                        | Kamarádka Joey              | Al Waxman                         | Rob Stewart a Jim Gordon | 8. února 1993      | 15. února 1995  |
| 42           | 12        | Grasping at Shadows                 | Hon na duchy                | Clay Borris                       | Jack Sylvester           | 15. února 1993     | 16. února 1995  |
| 43           | 13        | The Last of the Magnificent         | Poslední z odvážných        | Clay Borris                       | Jim Henshaw              | 22. února 1993     | 20. února 1995  |
| 44           | 14        | The Patsy                           | Patsy                       | Allan Eastman                     | Andy Heller              | 1. března 1993     | 21. února 1995  |
| 45           | 15        | May Divorce Be with You             | Rozvod                      | Clay Borris                       | R. Scott Gemmill         | 3. května 1993     | 22. února 1995  |
| 46           | 16        | Feedback                            | Vyděrač                     | Clay Borris                       | Romeo Infantino          | 10. května 1993    | 23. února 1995  |
| 47           | 17        | Basic Black                         | Trefa do černého            | Clay Borris                       | Adriaan Walker           | 17. května 1993    | 27. února 1995  |
| 48           | 18        | Born Tomorrow                       | Nejsem včerejší             | Clay Borris                       | Alison Swifter           | 24. května 1993    | 28. února 1995  |
| 49           | 19        | Object of Desire                    | Objekt touhy                | Rob Stewart                       | Jim Henshaw              | 31. května 1993    | 1. března 1995  |
| 50           | 20        | Royal Pain                          | Královská rodina            | Clay Borris                       | Andrea Paterno           | 7. června 1993     | 2. března 1995  |
| 51           | 21        | Poison Ivy                          | Jedovatý břečťan            | Michael Robinson                  | Jim Gordon               | 14. června 1993    | 6. března 1995  |
| 52           | 22        | Massage in a Bottle                 | Zmrazený důkaz              | Michael Robinson                  | Jim Gordon               | 21. června 1993    | 7. března 1995  |
| 53           | 23        | Mutiny and the Bounty               | Lovci lidí                  | Billy Ruth                        | J.J. Munro               | 28. června 1993    | 8. března 1995  |
| 54           | 24        | Seen at the Crime                   | Jasnovidka                  | Bob Bralver                       | Adriaan Walker           | 5. července 1993   | 9. března 1995  |
| 55           | 25        | You Stole My Heart                  | Zlomil mi srdce             | Rob Stewart                       | R. Scott Gemmill         | 12. července 1993  | 13. března 1995 |
| 56           | 26        | Gun Shy                             | Raději nestřílet            | Al Waxman                         | J.J. Munro               | 19. července 1993  | 14. března 1995 |
| 57           | 27        | Kiss Kiss Bang Bang                 | Líbej a střílej             | Billy Ruth                        | Robin Wranger            | 26. července 1993  | 15. března 1995 |
| 58           | 28        | Spider's Tale                       | Spiderova pohádka           | Rob Stewart                       | Louis Moschello          | 2. srpna 1993      | 16. března 1995 |
| 59           | 29        | Turning Screws                      | Napálený zloděj             | Clay Borris                       | David Cliffwood          | 9. srpna 1993      | 20. března 1995 |
| 60           | 30        | Tess                                | Tess                        | Allan Eastman                     | Louis Moschello          | 16. srpna 1993     | 21. března 1995 |
| 61           | 31        | Deal of a Lifetime                  | Životní kšefty              | Billy Ruth                        | J.J. Munro               | 23. srpna 1993     | 22. března 1995 |
| 62           | 32        | Katie's Secret                      | Tajemství Katie             | Al Waxman                         | Louis Moschello          | 13. září 1993      | 23. března 1995 |
| 63           | 33        | Slummin' It                         | Zločin z předměstí          | Michael Robinson                  | J.J. Munro               | 20. září 1993      | 27. března 1995 |
| 64           | 34        | Man with the Midas Touch            | Výnosný obchod              | Michael Robinson                  | Louis Moschello          | 27. září 1993      | 29. března 1995 |
| 65           | 35        | Forbidden Fruit                     | Zakázané ovoce              | Rob Stewart                       | Jim Gordon               | 4. října 1993      | 30. března 1995 |
| 66           | 36        | Smut and Nothin' But                | Tajemný nápis               | Allan Eastman                     | Wendy Camras             | 18. října 1993     | 3. dubna 1995   |